# Igreja Negra

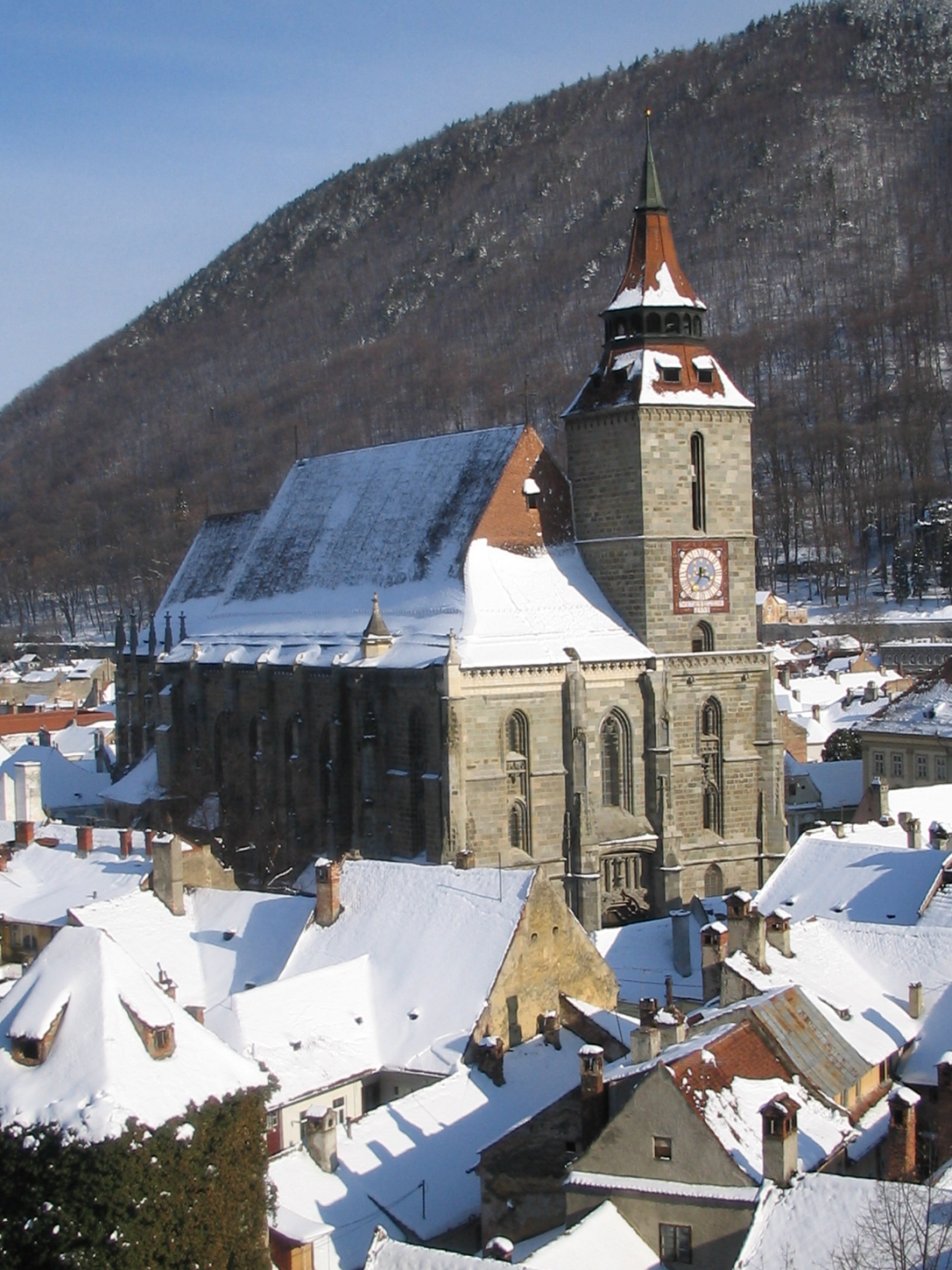
A Igreja Negra durante o inverno.

A Igreja Negra (em romeno: Biserica Neagră; em alemão: Schwarze Kirche; em húngaro: Fekete templom) é uma catedral situada em Braşov, cidade no sudeste da Transilvânia, na Romênia. Foi construída pela comunidade alemã da cidade e permanece sendo até hoje o principal monumento no estilo gótico do país, assim como um dos maiores e mais importantes locais de culto luteranos (Igreja Evangélica da Confissão Augusta na Romênia) na região.